# Жардецкий, Валентин Александрович
Валентин Александрович Жардецкий (1884 — 7 октября 1920) — российский адвокат и общественный деятель; председатель Омского комитета Партии народной свободы.

## Биография
Родился 24 июля 1884 года в семье чиновника 6 класса Архангельской контрольной палаты. Учился в гимназиях в Нижнем Новгороде и Ржеве, откуда был исключён. Сдал экзамен на аттестат зрелости экстерном в Тверской гимназии. В 1909 году окончил юридический факультет Московского университета; участвовал в студенческом движении, занимая при этом достаточно умеренные позиции.

### Адвокат и журналист
С 1906 года — член Конституционно-демократической партии (Партии народной свободы). Работал помощником присяжного поверенного, затем присяжным поверенным. С 1913 года жил в Омске. Во время Первой мировой войны работал в Омском и Западно-Сибирском комитетах Всероссийского союза городов.

### Деятельность после Февральской революции
После Февральской революции принял активное участие в политической деятельности в Томске. С 2 марта 1917 года — член Омского коалиционного комитета общественной безопасности, с 21 марта — председатель Омского комитета Партии народной свободы. Был избран гласным Омской городской думы. С апреля 1917 года — председатель Западно-Сибирского комитета Всероссийского союза городов.

### Участник антибольшевистского движения
После прихода к власти большевиков решительно выступил против них, стал одним из вдохновителей сопротивления второй школы прапорщиков установлению советской власти в Омске 30 октября — 2 ноября 1917. Восставшие под руководством Жардецкого смогли первоначально занять ключевые объекты в городе, но не получили поддержки солдат и казаков. Поэтому выступление закончилось неудачей, и Жардецкий был вынужден скрываться. Был арестован 24 ноября 1917 года вблизи казачьей станицы Ачаир, доставлен в Омск, затем переведён в Томскую тюрьму.
В апреле (по другим данным, в июне) 1918 года был освобождён. Скрывал от преследований бывшего главу Временного правительства Г. Е. Львова. После свержения советской власти в Сибири отказался от должности уполномоченного Западно-Сибирского комиссариата по вопросам общественного призрения, вновь возглавил Омский комитет Партии народной свободы, стал членом бюро Омского отдела «Союза возрождения России». С ноября 1918 года — товарищ председателя президиума Восточного отдела ЦК Партии народной свободы.
В октябре 1918 года стал инициатором создания в Омске Национального блока, в состав которого вошли представители торгово-промышленных кругов, кадеты, кооператоры, правые социалисты. В этот период был убеждённым сторонником военной диктатуры, эти идеи пропагандировал в омских газетах, в том числе в редактируемой им «Сибирской речи». Яркий оратор и публицист. По словам Г. К. Гинса, Жардецкий был «фанатиком диктатуры и Великой России». Выступал за применение к большевикам военно-полевых судов, был одним из инициаторов свержения Директории в ноябре 1918 года. Был идеологом колчаковского режима, хотя придерживался более правых взглядов, чем многие его гражданские представители. С июля 1919 года — член Государственного экономического совещания.

По воспоминаниям Н. В. Устрялова, состоявшего вместе с Жардецким в Восточном комитете кадетской партии, 

в Омске я застал его фанатиком государственности, злейшим «социалистоедом», свирепым националистом, поклонником диктатуры и пламенным обожателем Колчака. Я довольно близко с ним сошёлся лично, искренно любил его как интересного и бесспорно талантливого человека, во многом сходился с ним во взглядах. Но в то же время не могу не признать основательности значительной части бесчисленных нападок на него, как на политического деятеля. Его темперамент, нервность, несдержанность, удручающее отсутствие политического такта вредили не только ему самому, но, к сожалению, и партии.

### Арест и расстрел
Осенью 1919 года вместе с отступавшей колчаковской армией переехал из Омска в Иркутск, где в январе 1920 года был арестован. Доставлен в Омск, где расстрелян по приговору губернской ЧК.